# Џесап (Пенсилванија)
Џесап (енгл. Jessup) град је у америчкој савезној држави Пенсилванија.

## Демографија
По попису из 2010. године број становника је 4.676, што је 42 (-0,9%) становника мање него 2000. године.
| Група             | 2000.         | 2010.         |
| Белци             | 4.650 (98,6%) | 4.482 (95,9%) |
| Афроамериканци    | 13 (0,3%)     | 38 (0,8%)     |
| Азијати           | 13 (0,3%)     | 18 (0,4%)     |
| Хиспаноамериканци | 13 (0,3%)     | 89 (1,9%)     |
| Укупно            | 4.718         | 4.676         |